# Dean Collins (Schauspieler)
Dean Richard Collins (* 30. Mai 1990 in Los Angeles) ist ein US-amerikanischer Filmschauspieler.

## Leben
Dean Collins, jüngerer Bruder des Musikers Blake Collins, steht seit seinem achten Lebensjahr vor der Kamera. Durch sein komödiantisches Talent konnte er so zwischen 1999 und 2000 für eine wiederkehrende Hauptrolle in der Fernsehserie MADtv verpflichtet werden.
Nach seinem Schulabschluss im Jahr 2004 erhielt Collins eine wiederkehrende Nebenrolle in der kurzlebigen Fernsehserie Jack & Bobby, bei deren Produktion er Logan Lerman kennenlernte. Die beiden Jungschauspieler, mittlerweile auch gute Freunde, produzieren in ihrer Freizeit humorvolle Kurzfilme, die sie unter dem Nick monkeynuts1069 auf der Plattform YouTube auch einem breiten Publikum zur Verfügung stellen.
2005 erhielt Collins seine erste Rolle in einem Kinofilm, als er an der Seite von Dennis Quaid in der Filmkomödie Deine, meine & unsere zu sehen war, und 2006 mit 15 anderen Jungschauspielern für den Young Artist Award in der Kategorie Bestes Ensemble in einem Spielfilm nominiert wurde.
Zwischen 2005 und 2007 übernahm Collins eine der Hauptrollen in der Sitcom Familienstreit de Luxe und wurde 2007 in der Kategorie Bester jugendlicher Nebendarsteller erneut für den Young Artist Award nominiert. 2008 war Collins in The Least of These erstmals in einem Filmdrama zu sehen.
Zusammen mit Lerman und dem Musiker Daniel Pashman hat Collins eine Band namens Indigo gegründet. Collins ist der Sänger der Band.

## Filmografie (Auswahl)
Fernsehserien
- 1999–2000: MADtv
- 2004–2005: Jack & Bobby
- 2005–2007: Familienstreit de Luxe (The War at Home)

Filme
- 2005: Deine, meine & unsere (Yours, Mine and Ours)
- 2006: Eulen – Kleine Freunde in großer Gefahr! (Hoot)
- 2008: The Least of These